# 60e Primetime Emmy Awards
De 60e Primetime Emmy Awards, waarbij prijzen werden uitgereikt in verschillende categorieën voor de beste Amerikaanse televisieprogramma's die in primetime werden uitgezonden tijdens het televisieseizoen 2007-2008, vond plaats op 21 september 2008 in het Nokia Theatre in Hollywood, Californië.

## Winnaars en nominaties - televisieprogramma's
(De winnaars staan bovenaan in vet lettertype.)

#### Dramaserie
(Outstanding Drama Series)
- Mad Men (AMC)
  - Boston Legal (ABC)
  - Damages (FX)
  - Dexter (Showtime)
  - House (FOX)
  - Lost (ABC)

#### Komische serie
(Outstanding Comedy Series)
- 30 Rock (NBC)
  - Curb Your Enthusiasm (HBO)
  - Entourage (HBO)
  - The Office (NBC)
  - Two and a Half Men (CBS)

#### Miniserie
(Outstanding Mini Series)
- John Adams (HBO)
  - Cranford (PBS)
  - The Andromeda Strain (A&E)
  - Tin Man (Sci-Fi)

#### Televisiefilm
(Outstanding Made for Television Movie)
- Recount (HBO)
  - A Raisin in the Sun (ABC)
  - Bernard and Doris (HBO)
  - Extras: The Extra Special Series Finale (HBO)
  - The Memory Keeper's Daughter (Lifetime)

#### Varieté-, Muziek- of komische show
(Outstanding Variety, Music or Comedy Series)
- The Daily Show (Comedy Central)
  - Late show with David Letterman (CBS)
  - Real Time with Bill Maher (HBO)
  - Saturday Night Live (NBC)
  - The Colbert Report (Comedy Central)

#### Varieté-, Muziek- of komische special
(Outstanding Variety, Music or Comedy Special)
- Mr. Warmth: The Don Rickles Project (HBO)
  - Bill Maher: The Decider (HBO)
  - George Carlin: It's Bad For Ya! (HBO)
  - James Taylor: One Man Band (PBS)
  - Kathy Griffin: Straight To Hell (Bravo)
  - The Kennedy Center Honors (CBS)

#### Reality competitie
(Outstanding Reality-Competition Program)
- The Amazing Race (CBS)
  - American Idol (FOX)
  - Dancing with the Stars (ABC)
  - Project Runway (Bravo)
  - Top Chef (Bravo)

## Winnaars en nominaties - acteurs

### Hoofdrollen

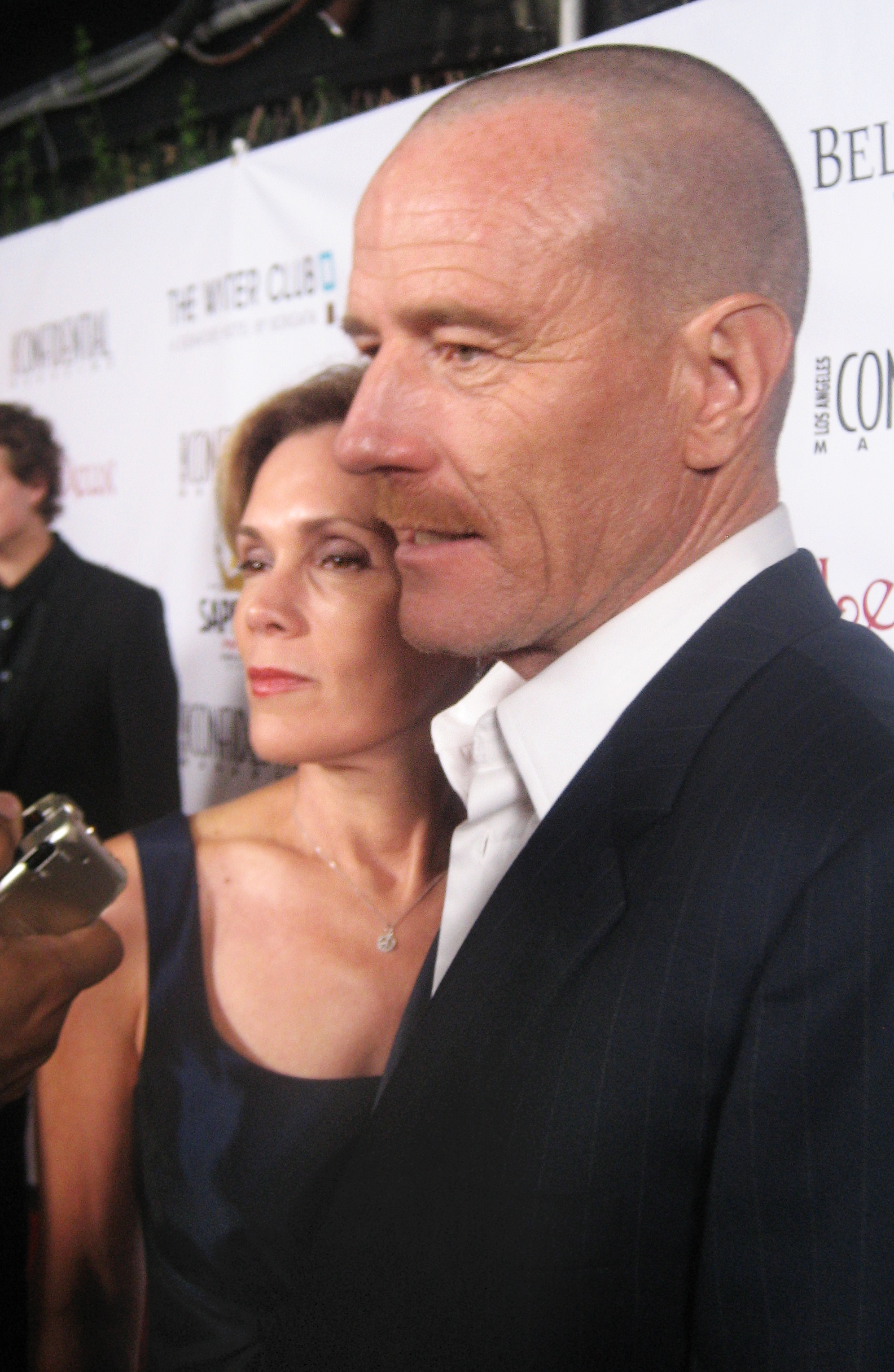
Bryan Cranston (Breaking Bad), winnaar mannelijke hoofdrol in een dramaserie

#### Mannelijke hoofdrol in een dramaserie
(Outstanding Lead Actor in a Drama Series)
- Bryan Cranston als Walter White in Breaking Bad (AMC)
  - James Spader als Alan Shore in Boston Legal (ABC)
  - Michael C. Hall als Dexter Morgan in Dexter (Showtime)
  - Hugh Laurie als Gregory House in House (FOX)
  - Gabriel Byrne als Paul Weston in In Treatment (HBO)
  - Jon Hamm als Don Draper in Mad Men (AMC)

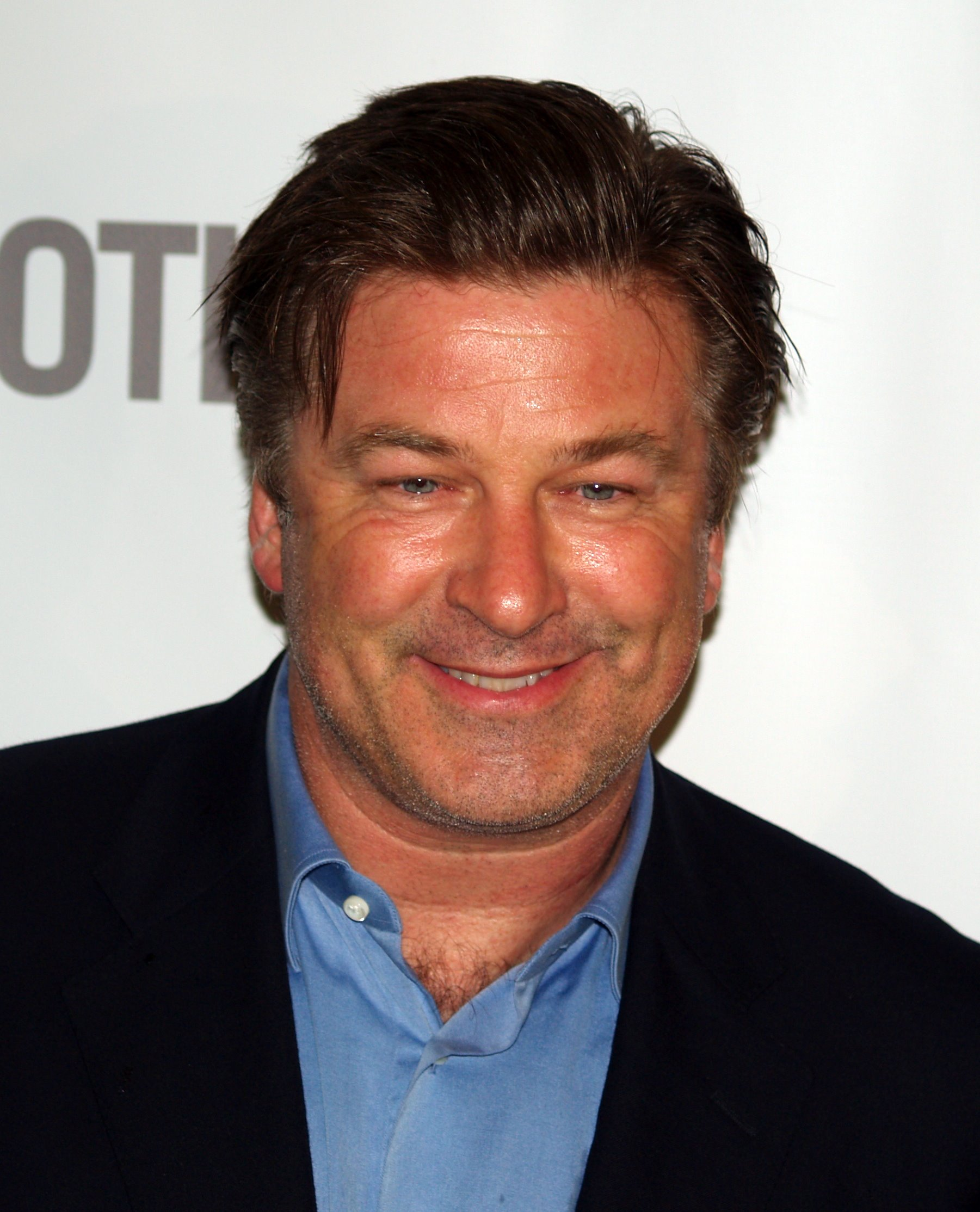
Alec Baldwin (30 Rock), winnaar mannelijke hoofdrol in een komische serie

#### Mannelijke hoofdrol in een komische serie
(Outstanding Lead Actor in a Comedy Series)
- Alec Baldwin als Jack Donaghy in 30 Rock (NBC)
  - Tony Shalhoub als Adrian Monk in Monk (USA Network)
  - Lee Pace als Ned in Pushing Daisies (ABC)
  - Steve Carell als Michael Scott in The Office (NBC)
  - Charlie Sheen als Charlie Harper in Two and a Half Men (CBS)

#### Mannelijke hoofdrol in een miniserie of televisiefilm
(Outstanding Lead Actor in a Miniseries or Movie)
- Paul Giamatti als John Adams in John Adams (HBO)
  - Ralph Fiennes als Bernard Lafferty in Bernard and Doris (HBO)
  - Ricky Gervais als Andy Millman in Extras (HBO)
  - Kevin Spacey als Ron Klain in Recount (HBO)
  - Tom Wilkinson als James Baker in Recount (HBO)

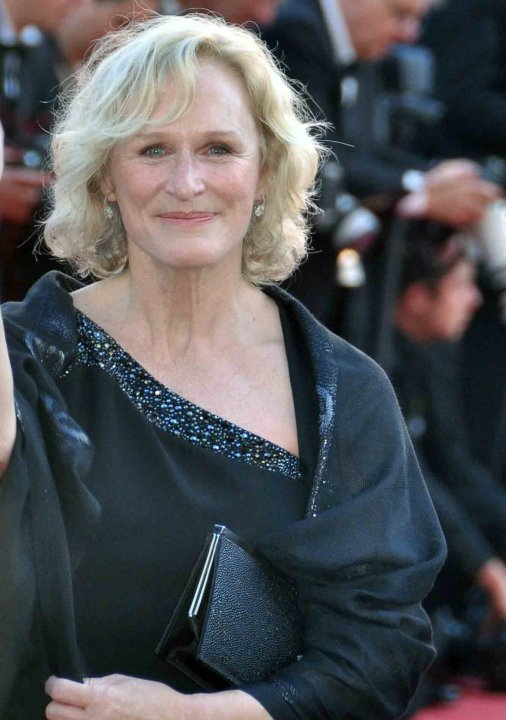
Glenn Close (Damages), winnaar vrouwelijke hoofdrol in een dramaserie

#### Vrouwelijke hoofdrol in een dramaserie
(Outstanding Lead Actress in a Drama Series)
- Glenn Close als Patty Hewes in Damages (FX)
  - Sally Field als Nora Walker in Brothers & Sisters (ABC)
  - Mariska Hargitay als Olivia Benson in Law & Order: Special Victims Unit (NBC)
  - Holly Hunter als Grace Hanadarko in Saving Grace (TNT)
  - Kyra Sedgwick als Brenda Leigh Johnson in The Closer (TNT)

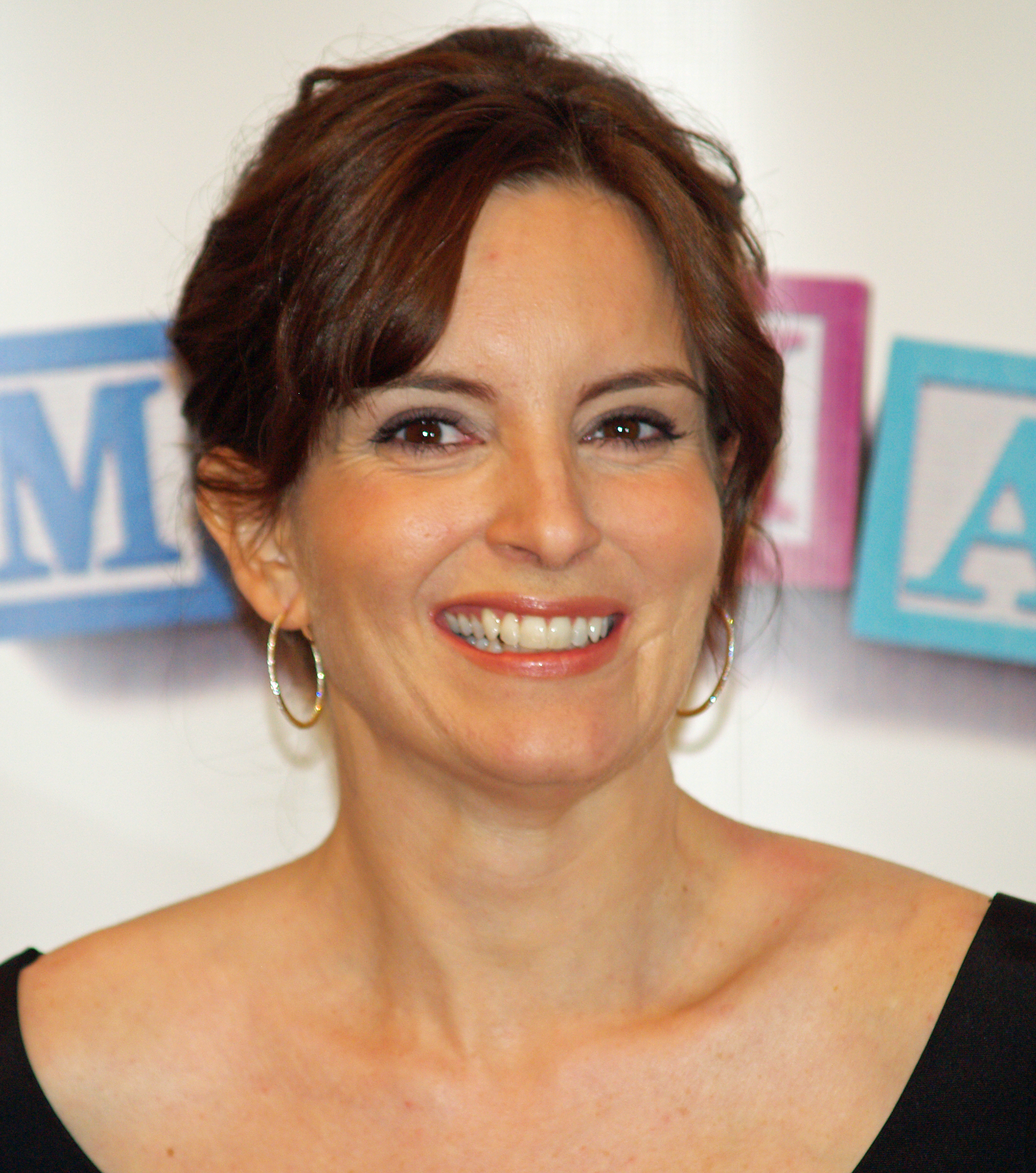
Tina Fey (30 Rock), winnaar vrouwelijke hoofdrol in een komische serie

#### Vrouwelijke hoofdrol in een komische serie
(Outstanding Lead Actress in a Comedy Series)
- Tina Fey als Liz Lemon in 30 Rock (NBC)
  - Christina Applegate als Samantha Newly in Samantha Who? (ABC)
  - Julia Louis-Dreyfus als Christine Campbell in The New Adventures of Old Christine (CBS)
  - America Ferrera als Betty Suarez in Ugly Betty (ABC)
  - Mary-Louise Parker als Nancy Botwin in Weeds (Showtime)

#### Vrouwelijke hoofdrol in een miniserie of televisiefilm
(Outstanding Lead Actress in a Miniseries or a Movie)
- Laura Linney als Abigail Adams in John Adams (HBO)
  - Phylicia Rashad als Lena Younger in A Raisin in the Sun (ABC)
  - Catherine Keener als Gertrude Baniszewski in An American Crime (Showtime)
  - Susan Sarandon als Doris Duke in Bernard and Doris (HBO)
  - Judi Dench als Matty Jenkyns in Cranford (PBS)

### Bijrollen

#### Mannelijke bijrol in een dramaserie
(Outstanding Supporting Actor in a Drama Series)
- Željko Ivanek als Ray Fiske in Damages (FX)
  - William Shatner als Denny Crane in Boston Legal (ABC)
  - Ted Danson als Arthur Frobisher in Damages (FX)
  - Michael Emerson als Ben Linus in Lost (ABC)
  - John Slattery als Roger Sterling in Mad Men (AMC)

#### Mannelijke bijrol in een komische serie
(Outstanding Supporting Actor in a Comedy Series)
- Jeremy Piven als Ari Gold in Entourage (HBO)
  - Kevin Dillon als Johnny Chase in Entourage (HBO)
  - Neil Patrick Harris als Barney Stinson in How I Met Your Mother (CBS)
  - Rainn Wilson als Dwight Schrute in The Office (NBC)
  - Jon Cryer als Alan Harper in Two and a Half Men (CBS)

#### Mannelijke bijrol in een miniserie of televisiefilm
(Outstanding Supporting Actor in a Miniseries or Movie)
- Tom Wilkinson als Benjamin Franklin in John Adams (HBO)
  - David Morse als George Washington in John Adams (HBO)
  - Stephen Dillane als Thomas Jefferson in John Adams (HBO)
  - Denis Leary als Michael Whouley in Recount (HBO)
  - Bob Balaban als Benjamin Ginsburg in Recount (HBO)

#### Vrouwelijke bijrol in een dramaserie
(Outstanding Supporting Actress in a Drama Series)
- Dianne Wiest als Gina in In Treatment (HBO)
  - Candice Bergen als Shirley Schmidt in Boston Legal (ABC)
  - Rachel Griffiths als Sarah Whedon in Brothers & Sisters (ABC)
  - Sandra Oh als Christina Yang in Grey's Anatomy (ABC)
  - Chandra Wilson als Miranda Bailey in Grey's Anatomy (ABC)

#### Vrouwelijke bijrol in een komische serie
(Outstanding Supporting Actress in a Comedy Series)
- Jean Smart als Regina Newly in Samantha Who? (ABC)
  - Kristin Chenoweth als Olive Snook in Pushing Daisies (ABC)
  - Amy Poehler in Saturday Night Live (NBC)
  - Holland Taylor als Evelyn Harper in Two and a Half Men (CBS)
  - Vanessa L. Williams als Wilhelmina Slater in Ugly Betty (ABC)

#### Vrouwelijke bijrol in een miniserie of televisiefilm
(Outstanding Supporting Actress in a Miniseries or Movie)
- Eileen Atkins als Miss Deborah in Cranford (BBC)
  - Laura Dern als Katherine Harris in Recount (HBO)
  - Ashley Jensen als Maggie Jacobs in Extras (HBO)
  - Audra McDonald als Ruth Younger in A Raisin in the Sun (ABC)
  - Alfre Woodard als Edna Reilly in Pictures of Hollis Woods (CBS)

### Gastrollen

#### Mannelijke gastrol in een dramaserie
(Outstanding Guest Actor in a Drama Series)
- Glynn Turman als Alex Sr. in In Treatment (HBO)
  - Charles Durning als John Gavin, Sr. in Rescue Me (FX)
  - Robert Morse als Bertram Cooper in Mad Men (AMC)
  - Oliver Platt als Freddie Prune in Nip/Tuck (FX)
  - Stanley Tucci als Kevin Moretti in ER (NBC)
  - Robin Williams als Merritt Rook in Law & Order: Special Victims Unit (NBC)

#### Mannelijke gastrol in een komische serie
(Outstanding Guest Actor in a Comedy Series)
- Tim Conway als Bucky Bright in 30 Rock (NBC)
  - Will Arnett als Devon Banks in 30 Rock (NBC)
  - Shelley Berman als Nat David in Curb Your Enthusiasm (HBO)
  - Steve Buscemi als Lem in 30 Rock (NBC)
  - Rip Torn als Don Geiss in 30 Rock (NBC)

#### Vrouwelijke gastrol in een dramaserie
(Outstanding Guest Actress in a Drama Series)
- Cynthia Nixon als Janis Donovan in Law & Order: Special Victims Unit (NBC)
  - Ellen Burstyn als Nancy Dutton in Big Love (HBO)
  - Diahann Carroll als Jane Burke in Grey's Anatomy (ABC)
  - Sharon Gless als Colleen Rose in Nip/Tuck (FX)
  - Anjelica Huston als Cynthia Keener in Medium (NBC)

#### Vrouwelijke gastrol in een komische serie
(Outstanding Guest Actress in a Comedy Series)
- Kathryn Joosten als Karen McCluskey in Desperate Housewives (ABC)
  - Polly Bergen als Stella Wingfield in Desperate Housewives (ABC)
  - Edie Falco als Celeste Cunningham in 30 Rock (NBC)
  - Carrie Fisher als Rosemary Howard in 30 Rock (NBC)
  - Sarah Silverman als Marci Maven in Monk (USA)
  - Elaine Stritch als Colleen Donaghy in 30 Rock (NBC)